# Riccordia
Riccordia (smaragdkolibries) is een geslacht van vogels uit de familie kolibries (Trochilidae) en de geslachtengroep Trochilini (briljantkolibries). Na moleculair genetisch verwantschapsonderzoek tussen 2007 en 2020 zijn een aantal soorten van het geslacht Chlorostilbon naar dit geslacht verplaatst: 
- Riccordia bicolor  – Tweekleurige kolibrie
- † Riccordia bracei  – Braces smaragdkolibrie
- † Riccordia elegans  – Goulds smaragdkolibrie (niet meer op de versie 13.1 van de IOC World Bird List)
- Riccordia maugaeus  – Puertoricaanse smaragdkolibrie
- Riccordia ricordii  – Cubaanse smaragdkolibrie
- Riccordia swainsonii  – Swainsons smaragdkolibrie